# Insassenrückhaltesystem
Der Begriff Rückhaltesystem beschreibt die Gesamtheit der Vorrichtungen der passiven Sicherheit in einem Fahrzeug, die dazu geeignet sind, Fahrzeuginsassen auf ihrem Sitz zu fixieren. Vorrichtungen der passiven Sicherheit dienen dazu, die Folgen eines Unfalls für alle daran Beteiligte zu reduzieren. Rückhaltesysteme kommen in Land-, Luft- und Seefahrzeugen zum Einsatz.

## Aufgabe des Rückhaltesystems
Rückhaltesysteme verfolgen zwei Ziele. Zum einen sollen Fahrzeuginsassen durch das Fixieren auf dem Sitz vor der Wirkung zu großer Beschleunigungen und im Extremfall dem Herausschleudern aus dem Fahrzeug geschützt werden. Der vielleicht entscheidende Punkt ist jedoch der Schutz der Insassen vor dem Zusammenprall mit Bestandteilen der Fahrzeugstruktur wie Lenkrad, Armaturenbrett, Türrahmen etc. Im Zusammenspiel mit den anderen Bereichen der passiven Sicherheit wie konstruktiven Verbesserungen der Fahrzeugstrukturen wird das Verletzungs- und Todesrisiko der Fahrzeuginsassen durch das Rückhaltesystem entscheidend reduziert. Die Risiken, die einige Vorrichtungen des Rückhaltesystems aufweisen (z. B. Quetschungen durch den Sicherheitsgurt, Todesfälle durch Airbags bei OOP-Situationen – Out-Of-Position, der Insasse befindet sich in einer unerwarteten Position/Haltung, z. B. Beifahrer bindet sich die Schuhe) wiegen leicht dagegen.

## Unterschied zwischen passiven und aktiven Vorrichtungen
Während einige Vorrichtungen des Rückhaltesystems ihre Funktion permanent ausüben (z. B. Form des Sitzes mit ausgeprägtem Seitenhalt), werden andere Vorrichtungen nur im Bedarfsfall angesteuert (z. B. Airbags). Vorrichtungen der ersten Art werden auch „passiv“, solche der zweiten Art werden auch „aktiv“ genannt (Auch aktive Rückhaltesysteme zählen dennoch zum Bereich der passiven Sicherheit.) Der Unterschied wird bei Betrachtung der verschiedenen Formen des Sicherheitsgurts deutlich. Der einfachste Sicherheitsgurt (Zweipunkt-Beckengurt, wie er heute noch in Luft- und Seefahrzeugen zum Einsatz kommt) ist ein Gurt, der auf beiden Seiten des Sitzes fest mit der Struktur verbunden ist. Dieser Gurt hält den Insassen unabhängig vom Verkehrsgeschehen mit derselben (maximalen) Kraft auf dem Sitz. Im Kfz-Bereich setzte sich früh der von Volvo entwickelte Dreipunktgurt mit Aufrollautomatik durch. Eine Mechanik im Innern der Aufrollautomatik verhindert das Abrollen des Gurtes bei rückartiger Krafteinwirkung, wie sie beispielsweise während eines Frontalcrashes auftritt. Dieser Sicherheitsgurt zählt bereits zu den aktiven Vorrichtungen, da die Funktion abhängig von der äußeren Situation ist. Sicherheitsgurte der jüngeren Generation verfügen zusätzlich über Gurtstraffer, kleine Motoren, die den Gurt bei Bedarf mit einer vorgegebenen Kraft aufrollen und den Insassen so aktiv in den Sitz ziehen. Angesteuert werden die Gurtstraffer von einem Steuergerät, das die Signale der Crashsensoren auswertet und interpretiert.

## Aufbau eines Rückhaltesystems mit aktiven Vorrichtungen
Ein Rückhaltesystem besteht aus den verschiedenen Rückhaltevorrichtungen und der Ansteuerelektronik, deren Kernstück ein eigenes Steuergerät ist. Da dieses Steuergerät mit dem Einsatz von Airbags notwendig wurde, wird es i. Allg. Airbag-Steuergerät genannt, obwohl dieses Steuergerät alle aktiven, elektronisch anzusteuernden Vorrichtungen steuert. Das Airbag-Steuergerät befindet sich i. Allg. am Fahrzeugtunnel unter der Mittelkonsole zwischen den Vordersitzen. Im Airbag-Steuergerät befinden sich verschiedene Sensoren, deren Signale interpretiert werden. Dies sind im Wesentlichen Beschleunigungssensoren, die die Verzögerung des Fahrzeugs in den verschiedenen Raumrichtungen messen. Übersteigt die Verzögerung in einer Richtung eine dynamische Schwelle, wird dieses Verhalten als ein Unfall interpretiert und die entsprechenden Rückhaltevorrichtungen aktiviert. Moderne, mehrstufige Rückhaltevorrichtungen (speziell Smart-Airbags) werden der ermittelten Unfallschwere entsprechend angesteuert. Der Auswertealgorithmus muss mindestens zwischen Frontcrash, Seitencrash links, Seitencrash rechts und Heckaufprall unterscheiden, damit nur geeignete Rückhaltevorrichtungen aktiviert werden. Zusätzlich ist noch die Überrollsensierung zu nennen, die aber erst in den 90er Jahren Einzug ins Fahrzeug gehalten hat. Häufig werden dem Airbag-Steuergerät Satellitensensoren zugeordnet. Das sind in den Crashbereich ausgelagerte Sensoren, mit denen der Crash früher detektiert werden kann als mit den Sensoren im Steuergerät. Als Satellitensensoren kommen neben Beschleunigungs- auch Drucksensoren zum Einsatz, die die schlagartige Verkleinerung des Türinnenvolumens bei einem Seitencrash erfassen. Die Rückhaltevorrichtungen werden nur ausgelöst, wenn der Unfall von zwei unabhängigen Signalwegen (z. B. Airbagsensoren und mechanischer Triggerschalter) erkannt wird, da Fehlauslösungen verheerende Folgen haben können. Zum einen sind viele der Rückhaltevorrichtungen irreversibel, zum anderen können im normalen Fahrverlauf aktivierte Rückhaltevorrichtungen (v. a. Airbags) einen Unfall provozieren.

## Übersicht über verschiedene Ausführungen moderner Kfz-Rückhaltesysteme
- Mehrpunkt-Sicherheitsgurt mit Gurtstraffer auf allen Sitzen
- Airbags (Fahrer- und Beifahrerairbag, Seitenairbag, Kopfairbag, Kniebag, Windowbag etc.)
- Sitzfunktionen (aktive Kopfstütze, Anti-Submarining etc.)
- Rollstuhlrückhaltesysteme in Fahrzeugen zum Behindertentransport

## Rückhaltesysteme und Pre-Crash
Der zeitliche Ablauf eines Unfalls wird in vier Phasen unterteilt.
- Phase 1: normales Fahrgeschehen
- Phase 2: Pre-Crash (ein Unfall ist absehbar)
- Phase 3: In-Crash (der Unfall passiert, Kontakt des Fahrzeugs mit dem Hindernis)
- Phase 4: Post-Crash (der Unfall ist passiert, alle Beteiligten sind in Ruhe)

Im Wesentlichen zählen die Funktionen des Rückhaltesystems zur Phase 3. Während des Unfalls soll das Verletzungsrisiko minimiert werden. Mit zunehmender Verbreitung von Umfeldsensoren (z. B. Radar) und deren Nutzung für die passive Sicherheit im Kfz-Bereich wirkt das Rückhaltesystem vermehrt zum Mittel in Phase 2. So werden beispielsweise die aktiven Sitzelemente bereits im Gefahrenfall angesteuert. Der Insasse wird frühzeitig in die richtige Sitzposition gebracht, so dass im Crashfall zum einen die dann aktivierten Vorrichtungen optimal wirken können, und zum anderen auch reversible, langsame Vorrichtungen eingesetzt werden können, die für einen reinen Einsatz in Phase 3 zu träge wären (wie beispielsweise automatische Sitzverstellung).

## Spezielle Rückhalteeinrichtungen für Kinder
Wegen geringerer Größe und Gewicht benötigen Kinder spezielle Ergänzungen zum Rückhaltesystem, siehe Kindersitz.